# James Ellroy
James Ellroy, pseudonimo di Lee Earle Ellroy (Los Angeles, 4 marzo 1948), è uno scrittore statunitense.
Ellroy è noto per i suoi romanzi noir tra cui la "tetralogia di Los Angeles" (Dalia nera, Il grande nulla, L.A. Confidential e White Jazz) e la "trilogia americana" (American Tabloid, Sei pezzi da mille e Il sangue è randagio).
Dalle sue opere sono stati tratti numerosi film, tra cui Indagine ad alto rischio di James B. Harris, L.A. Confidential di Curtis Hanson, Black Dahlia di Brian De Palma e La notte non aspetta di David Ayer.

## Biografia

### Infanzia
Nel 1958 sua madre, Geneva, fu strangolata e gettata in un fosso a El Monte, dove lei e Lee Earle si erano trasferiti tre anni prima dopo il divorzio dal padre, Armand. Il delitto irrisolto e il regalo di compleanno di suo padre pochi mesi dopo, il libro The Badge di Jack Webb, che parla del Dipartimento di Polizia di Los Angeles (LAPD), sono stati due punti cruciali della sua vita. Anni dopo, nel suo secondo libro Clandestino, Ellroy racconterà l'omicidio della madre sotto forma di indagine da parte di un ex-poliziotto.
Un altro evento che ha segnato la sua vita è il famoso caso della "Dalia Nera", un caso di omicidio rimasto irrisolto, avvenuto a poca distanza da dove il giovane Ellroy abitava.
La vita di Ellroy è stata tutt'altro che tranquilla: dopo aver abbandonato la scuola senza prendere il diploma, nel 1965, a diciassette anni, perde anche il padre. Ellroy finge un esaurimento nervoso e ne approfitta per lasciare l'esercito, dove si era arruolato volontario. È l'inizio di un periodo di sregolatezza, durante il quale il futuro scrittore si dedica a piccoli furti, alcol e droga. Durante la sommossa di Watts, con alcuni amici tenta di entrare nella zona della rivolta, senza però riuscirci. Fa una vita da vagabondo, dormendo nei parchi pubblici di Los Angeles e leggendo romanzi gialli. Viene addirittura arrestato alcune volte, finendo nella prigione della contea. A causa delle sue abitudini sregolate, va per due volte vicino alla morte per polmonite. Tutti questi fatti, ma anche molto altro, sono raccontati nel libro I miei luoghi oscuri, uscito nel 1996, Bompiani lo ripubblica nel 2016 con una nuova veste grafica. Apprendiamo come sia uscito dal tunnel dell'alcool grazie a un gruppo di sostegno, e come abbia iniziato a lavorare come Caddy nei circoli di golf di Los Angeles.

### Esordio e successo
Nel 1975 finalmente riesce a uscire da quello che lui chiama "il giro di giostra" e comincia la lavorazione del suo primo romanzo, Prega detective (Brown's Requiem in inglese).
Negli anni ottanta pubblica la cosiddetta "tetralogia di Los Angeles", composta da Dalia nera, Il grande nulla, L.A. Confidential e White Jazz. Nel 1997 L.A. Confidential verrà trasposto in un omonimo film diretto da Curtis Hanson, che riceverà numerosi premi tra cui l'Oscar alla miglior attrice non protagonista (Kim Basinger) e l'Oscar alla migliore sceneggiatura non originale (Hanson e Brian Helgeland).
Nel 1995 scrive American Tabloid, romanzo che racconta la storia statunitense degli anni sessanta, fondendo fatti realmente accaduti con invenzioni letterarie. Nel 2001 segue Sei pezzi da mille e nel 2010 Il sangue è randagio, che compongono la cosiddetta "trilogia americana" ("Underworld USA Trilogy") ascrivibile al genere postmoderno in cui emerge un angosciante affresco degli Stati Uniti.
Nel settembre 2014, è uscito negli Stati Uniti il suo nuovo romanzo, Perfidia, primo capitolo della seconda tetralogia di Los Angeles. Le vicende narrate nel libro si svolgono tra il 6 dicembre e il 29 dicembre del 1941.

### Vita privata
Dopo il suo secondo matrimonio con Helen Knode (autrice del libro The Ticket Out), Ellroy si era trasferito a Kansas City. Nel 2006, a seguito del loro divorzio, lo scrittore è tornato a L.A. Si definisce un eremita: scrive a mano (stando a quanto ha affermato lui stesso, non possiede un computer) e preferisce creare grandi schemi della trama prima di cominciare a lavorare al libro.
Ellroy dice di se stesso: "Io penso di aver sempre voluto e cercato di essere felice nella mia vita, e penso anche di esserci riuscito. Non sono mai stato depresso, né mi sono mai lamentato troppo. Sono un americano religioso, eterosessuale di destra, sembra quasi che sia nato in un'altra epoca. Non penso che il mondo collasserà a breve, non penso che l'America sia una forza diabolica, ma penso che l'America prevarrà nel mondo della geopolitica. Sono un cristiano nazionalista, militarista e capitalista. La gente spesso ha problemi al riguardo, pensa che queste mie posizioni siano scioccanti. Non sento il bisogno di giustificare le mie opinioni. In generale mi ritengo felice, e le ossessioni che ho mi calzano alla perfezione. Nella mia vita mi sono concentrato su poche cose e da queste sono riuscito a trarre profitto. Sono molto bravo a trasformare la merda in oro."

## Opere

### Romanzi

#### Romanzi stand-alone
- Brown's Requiem, New York, Avon Books, 1981.
  - Prega detective, traduzione di Stefano Bortolussi, Milano, Mondadori, 1995. ISBN 88-04-39804-3.
- Clandestine, New York, Avon Books, 1982.
  - Clandestino, traduzione di Lidia Perria, Milano, Interno giallo, 1993, ISBN 88-04-37564-7.
- Killer on the Road, New York, Avon, 1986.
  - L'angelo del silenzio, traduzione di Stefano Bortolussi, Milano, Mondadori, 1996, ISBN 88-04-42441-9.
- Widespread Panic, 2021. 
  - Panico, trad. Alfredo Colitto, Collana Stile Libero Big, Torino, Einaudi, 2021, ISBN 978-88-062-5027-0.

#### Trilogia di Lloyd Hopkins
- Blood on the Moon, New York, The Mysterious Press, 1984.
  - Le strade dell'innocenza, traduzione di Marco Pensante, Milano, Interno giallo, 1990. ISBN 88-356-0011-1.
- Because the Night, New York, The Mysterious Press, 1984.
  - Perché la notte, traduzione di Marco Pensante, Milano, Interno giallo, 1991. ISBN 88-356-0045-6.
- Suicide Hill, New York, The Mysterious Press, 1986.
  - La collina dei suicidi, traduzione di Marco Pensante, Milano, Interno giallo, 1992. ISBN 88-356-0154-1. I tre romanzi sono stati raccolti in edizione omnibus:
- La trilogia di Lloyd Hopkins, Milano, Interno giallo-Mondadori, 1994. ISBN 88-04-38935-4; poi Los Angeles nera. La trilogia del sergente Hopkins, Milano, Mondadori, 2001. ISBN 88-04-49743-2.

#### L.A. Quartet
- The Black Dahlia, New York, The Mysterious press, 1987.
  - Dalia nera, traduzione di Luciano Lorenzin, Milano, A. Mondadori, 1989. ISBN 88-04-32454-6.
- The Big Nowhere, New York, The Mysterious press, 1988.
  - Il grande nulla, traduzione di Carlo Oliva, Milano, A. Mondadori, 1990. ISBN 88-04-33359-6.
- L.A. Confidential, New York, The Mysterious press, 1990.
  - Los Angeles strettamente riservato, traduzione di Carlo Oliva, Milano, A. Mondadori, 1991. ISBN 88-04-35090-3; poi L.A. Confidential, Milano, A. Mondadori, 1993. ISBN 88-04-36812-8.
- White Jazz, New York, Alfred A. Knopf, 1992.
  - White Jazz, traduzione di Carlo Oliva, Milano, A. Mondadori, 1992. ISBN 88-04-36522-6.

#### Underworld USA Trilogy
- American Tabloid, London, Arrow, 1995.
  - American Tabloid, traduzione di Stefano Bortolussi, Milano, A. Mondadori, 1995. ISBN 88-04-40813-8.
- The Cold Six Thousand, 2001.
  - Sei pezzi da mille, traduzione di Stefano Bortolussi, Milano, Mondadori, 2001. ISBN 88-04-49034-9.
- Blood's a Rover, 2009.
  - Il sangue è randagio, traduzione di Giuseppe Costigliola, Milano, Mondadori, 2010. ISBN 978-88-04-59386-7.

#### L.A. Quintet(ex the Second L.A. Quartet)
- Perfidia, London, William Heinemann, 2014.
  - Perfidia, traduzione di Alfredo Colitto, Collana Stile Libero Big, Torino, Einaudi, 2015, ISBN 978-88-06-21289-6.
- This Storm, London, William Heinemann, 2019.
  - Questa tempesta, trad. Alfredo Colitto, Collana Stile Libero Big, Torino, Einaudi, 2020, ISBN 978-88-062-1290-2.
- The Enchanters (2023)
  -  Gli incantatori, traduzione di Alfredo Colitto, Collana Stile Libero Big, Torino, Einaudi, 2024, ISBN 978-88-062-5635-7.

### Racconti e novelle
- Tijuana, mon amour, 1999.
  - Tijuana, mon amour, traduzione di Carlo Prosperi, Milano, Bompiani, 1999, ISBN 88-452-3809-1.
- Hot-Prowl Rape-O, 2004.
  - Scasso con stupro, traduzione di Carlo Prosperi, Milano, Bompiani, 2005, ISBN 88-452-3386-3.
- Jungletown Jihad, 2006.
  - Jungletown Jihad, traduzione di Carlo Prosperi, Milano, Romanzo Bompiani, 2006, ISBN 88-452-5576-X.
- Shakedown, New York, The Mysterious Bookshop, 2012.
  - Ricatto, traduzione di Alfredo Colitto, Torino, Einaudi, 2013, ISBN 978-88-06-21636-8.
- Hollywood trema, trad. Sergio Claudio Perroni e Carlo Prosperi, Collana Classici contemporanei, Milano, Bompiani, 2017, ISBN 978-88-452-9409-9. [raccolta dei precedenti volumi: Tijuana, Mon Amour, 1999; Scasso con stupro, 2004; Jungletown Jihad, 2006]
- Buzz M for Murder, Vanity Fair, 2017; Cracking the Case of Murdered Actor Sal Mineo, Vanity Fair, 2018. [due racconti di veri casi di omicidio negli USA: il primo del 1963, il secondo del 1976]
  - Cronaca nera, traduzione di Alfredo Colitto, Collana Stile Libero Big, Torino, Einaudi, 2019, ISBN 978-88-062-4210-7.

### Autobiografie
- My Dark Places, London, Century, 1996.
  - I miei luoghi oscuri, traduzione di Claudio Sergio Perroni, Milano, Bompiani, 1997, ISBN 88-452-2960-2.
- The Hilliker Curse: My Pursuit of Women, London, Heinemann, 2010.
  - Caccia alle donne, traduzione di Carlo Prosperi, Milano, Bompiani, 2010, ISBN 978-88-452-6452-8.

### Antologie
- Hollywood Nocturnes, New York, Dell Publishing, 1994.
  - Notturni hollywoodiani. Un romanzo breve e cinque racconti, traduzione di Lidia Perria, Milano, Mondadori-Interno giallo, 1994. ISBN 88-04-38929-X.
- Crime Wave, London, Century, 1999.
  - Corpi da reato, traduzione di Sergio Claudio Perroni, Milano, Bompiani, 1999. ISBN 88-452-3949-7.
- Destination: Morgue, London, Century, 2004.
  - Destination: Morgue, traduzione di Sergio Claudio Perroni e Carlo Prosperi, Milano, Bompiani, 2003. ISBN 88-452-5436-4.

### Saggi
- Grave Doubt, 2000.
  - Il dubbio letale, traduzione di Carlo Prosperi, Milano, Bompiani, 2002, ISBN 88-452-5266-3.
- Ellroy confidential. Scrivere e vivere a Los Angeles, Traduzione di Mauro Maraschi e Linda Martini; a cura di Tommaso De Lorenzis, Roma, Minimum Fax, 2015.
- LAPD '53, Abrams Image, 2015.
  - Un anno al vetriolo. Los Angeles Police Department, 1953, Ediz. illustrata, trad. Mara Baiocchi e Anna Tagliavini, Collana In parole, Milano, Contrasto, 2016, ISBN 978-88-696-5695-8.

## Filmografia
- Indagine ad alto rischio (Cop), regia di James B. Harris (1988) - tratto da Le strade dell'innocenza (Blood On The Moon)
- L.A. Confidential, regia di Curtis Hanson (1997) - tratto da L.A. Confidential
- Brown's Requiem, regia di Jason Freeland (1998) - tratto da Prega detective (Brown's Requiem)
- Stay Clean, regia di Mitch Brian (2002) - tratto da L'angelo del silenzio (Killer on the Road). Ellroy è anche sceneggiatore e attore.
- Indagini sporche, regia di Ron Shelton (2003). Ellroy è autore del soggetto.
- Black Dahlia (The Black Dahlia), regia di Brian De Palma (2006) - tratto da Dalia Nera (The Black Dahlia)
- La notte non aspetta (Street Kings), regia di David Ayer (2008). Ellroy è anche sceneggiatore.
- Rampart, regia di Oren Moverman (2011). Basato su un soggetto di James Ellroy, coautore della sceneggiatura assieme a Moverman.